# Deanne Fitzmaurice
Deanne Fitzmaurice est une photographe et photojournaliste américaine, lauréate du Prix Pulitzer de la photographie d'article de fond en 2005.

## Biographie
Fitzmaurice est née en 1957 à Melrose dans l'état du Massachusetts aux États-Unis. En 1983, Fitzmaurice sort diplômée de l'Academy of Art University de San Francisco avec un baccalauréat universitaire de photographie.
Elle rejoint le journal San Francisco Chronicle en 1989, et ce jusqu'en 2008. Elle a alors l'occasion de photographier plusieurs célébrités dont Barack Obama, Steven Spielberg ou encore Jerry Seinfeld. Mais elle a aussi travaillé pour d'autres journaux comme le Time, Newsweek, U.S. News & World Report, Sports Illustrated, ESPN the Magazine et People. En 2005, Fitzmaurice et son mari Kurt Rogers co-fonde la société Think Tank Photo qui produit des sacs pour appareils photos.
Toujours en 2005, elle reçoit le prix Pulitzer de la photographie d'article de fond pour sa série illustrant l'histoire « d'un jeune garçon irakien ayant frôlé la mort, horriblement mutilé par un engin explosif artisanal, et de sa triomphale récupération aux Etats-Unis. ». Fitzmaurice suit les progrès de Saleh Khalaf durant 13 mois dans un hôpital d'Oakland à partir de novembre 2003.
Pour cette série intitulée "Opération cœur de lion", Fitzmaurice s'est aussi vu décernée la médaille Casey pour un journalisme méritant et le prix Mark Twain.

## Ouvrages
- Deanne Fitzmaurice et Joan Ryan, Freak Season, K & D Photography, Incorporated, 2010 (ISBN 978-0-615-42839-0, lire en ligne)